# Жан Клер

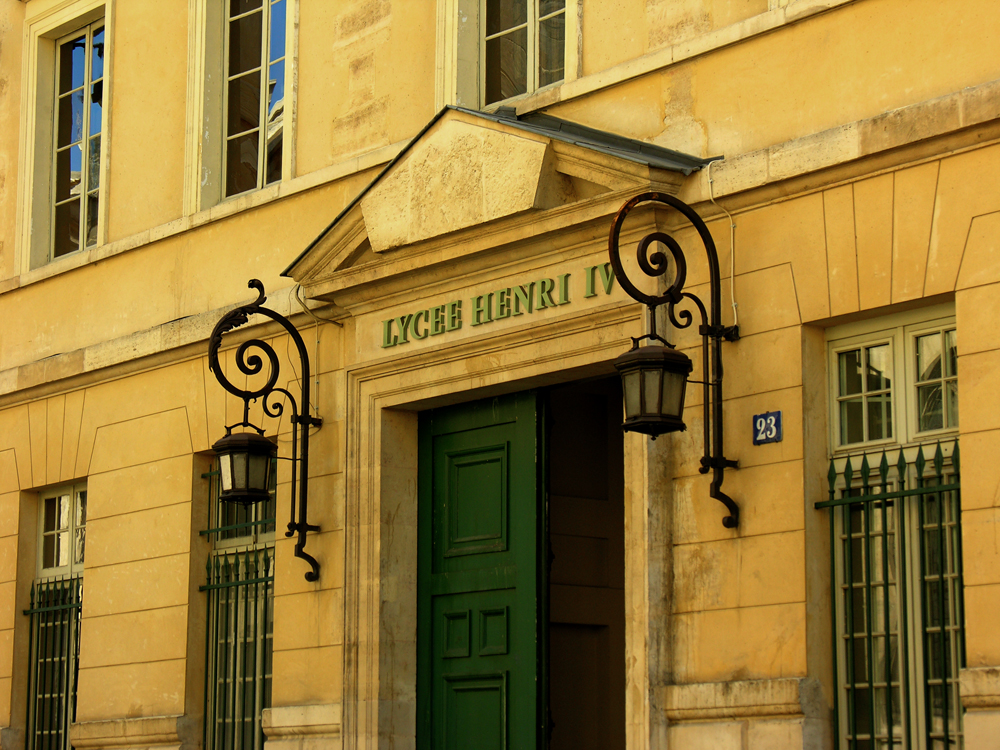
Ліцей Генріха IV

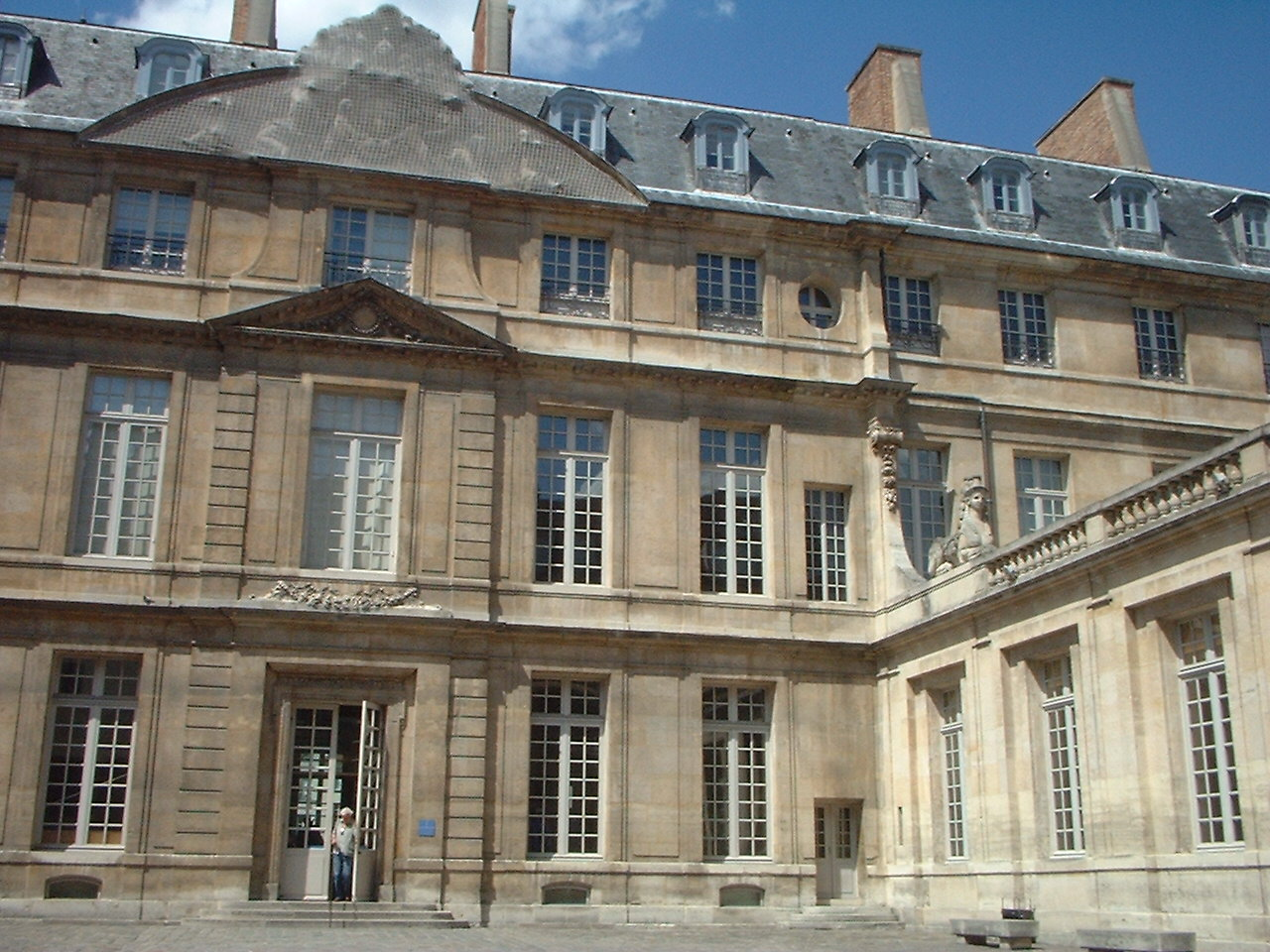
Музей Пікассо у Парижі

Жан Клер (фр. Jean Clair, власне Жерар Реньє, фр. Gérard Régnier; нар. 20 жовтня 1940, Париж) — французький історик сучасного мистецтва, член Французької академії (2008).

## Біографія
Навчався в ліцеї Карно, потім — в ліцеї Генріха IV. Захистив дисертацію в Сорбонні (де його наставниками були Андре Шастель та Жан Греньє) та в Гарварді. З 1966 — співробітник різних музеїв: Державного музею сучасного мистецтва, кабінету графіки Центру Помпіду, директор Музею Пікассо в Парижі (1989—2005). Комісар численних виставок (Боннар, Дельво, Дюшан, Бальтюс, Музич, Картьє-Брессон та ін.). Головний редактор кількох художніх журналів (Зошити Музею сучасного мистецтва, 1979—1986, та ін), викладач історії мистецтва в Школі Лувру (1977—1980).
У 1995 році — директор 46-ї Венеційської бієнале.

## Вибрана бібліографія
- Les Chemins détournés (1962)
- Considérations sur l'état des Beaux-Arts (1983, 1989)
- Медуза. Contribution à une anthropologie des arts du visuel (1989)
- Le Voyageur égoïste (1989)
- Le Nez de Giacometti. Faces de careme, figures de carnaval (1992)
- Les Métamorphoses d'Eros (1996)
- Eloge du visible (1996)
- Malinconia. Motifs saturniens dans l'art de l'entre-deux guerres (1996)
- La Responsabilité de l'artiste (1997)
- Sur Marcel Duchamp et la fin de l'art (2000)
- La Barbarie ordinaire. Music à Dachau (2001)
- Court traité des sensations (2002)
- Du surréalisme considéré dans ses rapports au totalitarisme et aux tables tournantes (2003)
- De Immundo. Apophatisme et apocastase dans l'art d'auhourd'hui (2004)
- Journal atrabilaire (2006)
- Malaise dans les musées (2007)
- Lait noir de l'aube (2007)
- Autoportrait au visage absent (2008)
- La Tourterelle et le chat-huant (2009)
- Dialogue avec les morts (2011)
- Hubris: la fabrique du monstre dans l'art moderne: homoncules, géants et acéphales (2012)
- Le Temps des avant-gardes. Chroniques d'art 1968—1978 (2012)

## Визнання
Офіцер ордену Почесного легіону, командор ордену літератури та мистецтва. Премія Чино дель Дука (2005). Член Французької Академії (2008, крісло 39). Офіцер ордену «За заслуги» (2008).

## Інтерв'ю
- Interview avec Élisabeth Lévy, Le Point, 30/05/2003[Архівовано 16 квітня 2009 у Wayback Machine.]
- Interview avec Élisabeth Lévy, Le Point, 11/10/2007[Архівовано 16 квітня 2009 у Wayback Machine.]